# لوس أنجلوس آنجلز لأنهايم
لوس أنجلوس آنجلز لأنهايم هو فريق كرة قاعدة أمريكي أٌسس عام 1960. يلعب الفريق في دوري كرة القاعدة الرئيسي.